# Saint-Bazile-de-la-Roche
Saint-Bazile-de-la-Roche korábbi község Franciaországban, Corrèze megyében. 2017. január 1-jén Argentat korábbi községgel egyesült és az így létrejött Argentat-sur-Dordogne új község része lett.
Lakosainak száma 139 fő (2018. január 1.). Saint-Bazile-de-la-Roche Argentat, Champagnac-la-Prune, Saint-Bonnet-Elvert, Saint-Martial-Entraygues és Saint-Martin-la-Méanne községekkel határos.

## Népesség
A település népessége az elmúlt években az alábbi módon változott:
| Lakosok száma | 182  | 196  | 177  | 175  | 151  | 137  | 125  | 123  | 142  | 139  |
|               | 1968 | 1975 | 1982 | 1990 | 1999 | 2011 | 2013 | 2015 | 2017 | 2018 |